# Geokčajski rajon
Geokčajski rajon (azerski: Göyçay rayonu) je jedan od 66 azerbajdžanskih rajona. Geokčajski rajon se nalazi u središtu Azerbajdžana. Središte rajona je Geokčaj. Površina Geokčajskog rajona iznosi 740 km². Geokčajski rajon je prema popisu stanovništva iz 2009. imao 109.018 stanovnika, od čega su 54.040 muškarci, a 54.978 žene.
Geokčajski rajon se sastoji od 41 općina.